# Real Colegiata de Santa María la Mayor (Antequera)

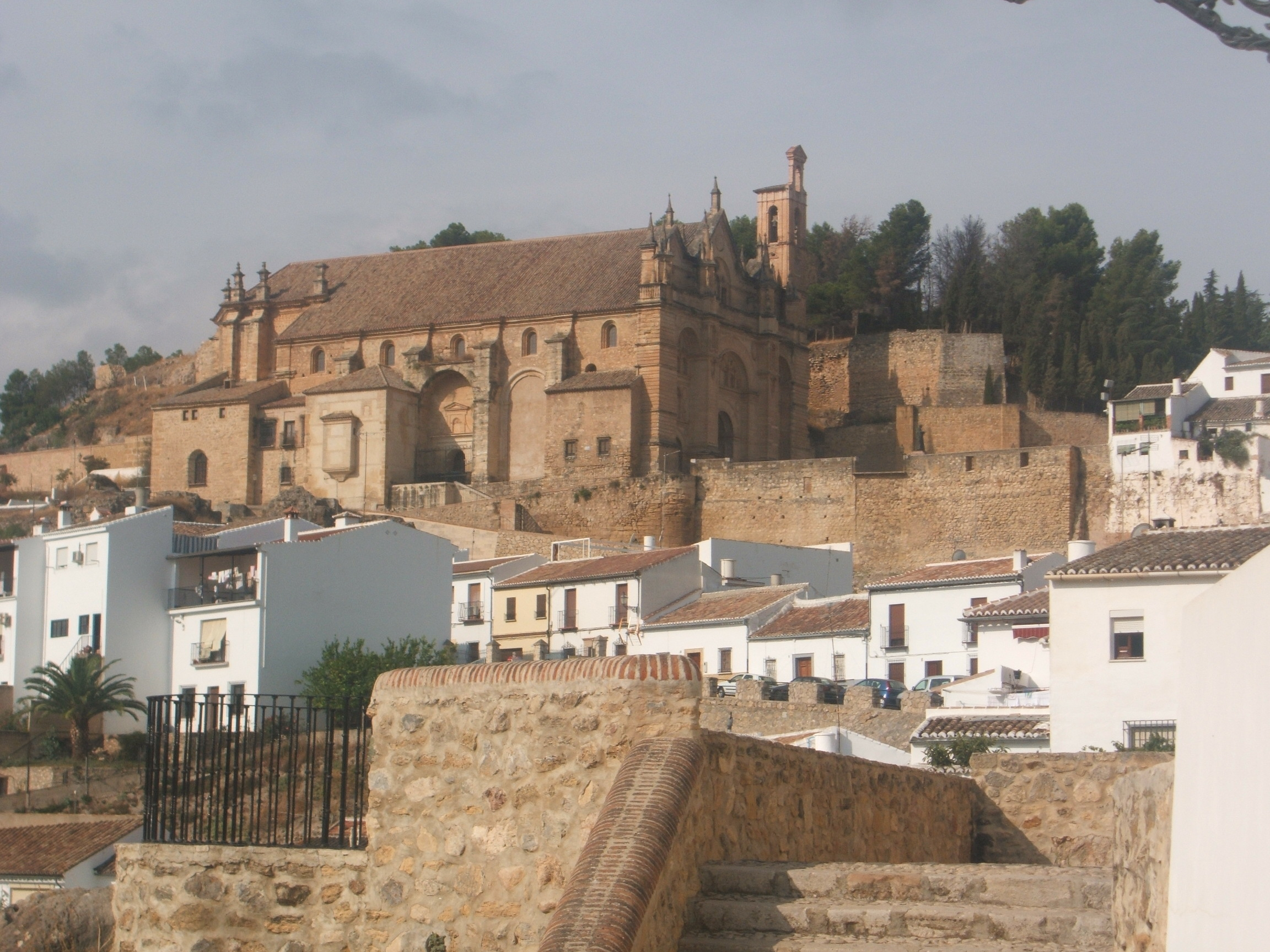
Die Kollegiatkirche Real Colegiata de Santa María la Mayor auf einem Hügel oberhalb von Antequera

Die Kollegiatkirche Real Colegiata de Santa María la Mayor im Süden der Stadt Antequera in Andalusien gehört zu den zahlreichen Stiftskirchen des ausgehenden Mittelalters und der Renaissance in Spanien.

## Geschichte
Der Bischof von Málaga, Diego Ramírez de Villaescusa, erhielt im Jahre 1503 die päpstliche Erlaubnis, die kleine Iglesia de Santa María de la Esperanza von Antequera zu einer Kollegiatkirche umzugestalten. Doch erst im Jahre 1514 wurde der alte Kirchenbau abgerissen und mit den Neubauarbeiten begonnen, die bis zum Jahr 1550 dauern sollten.

## Architektur

### Westfassade

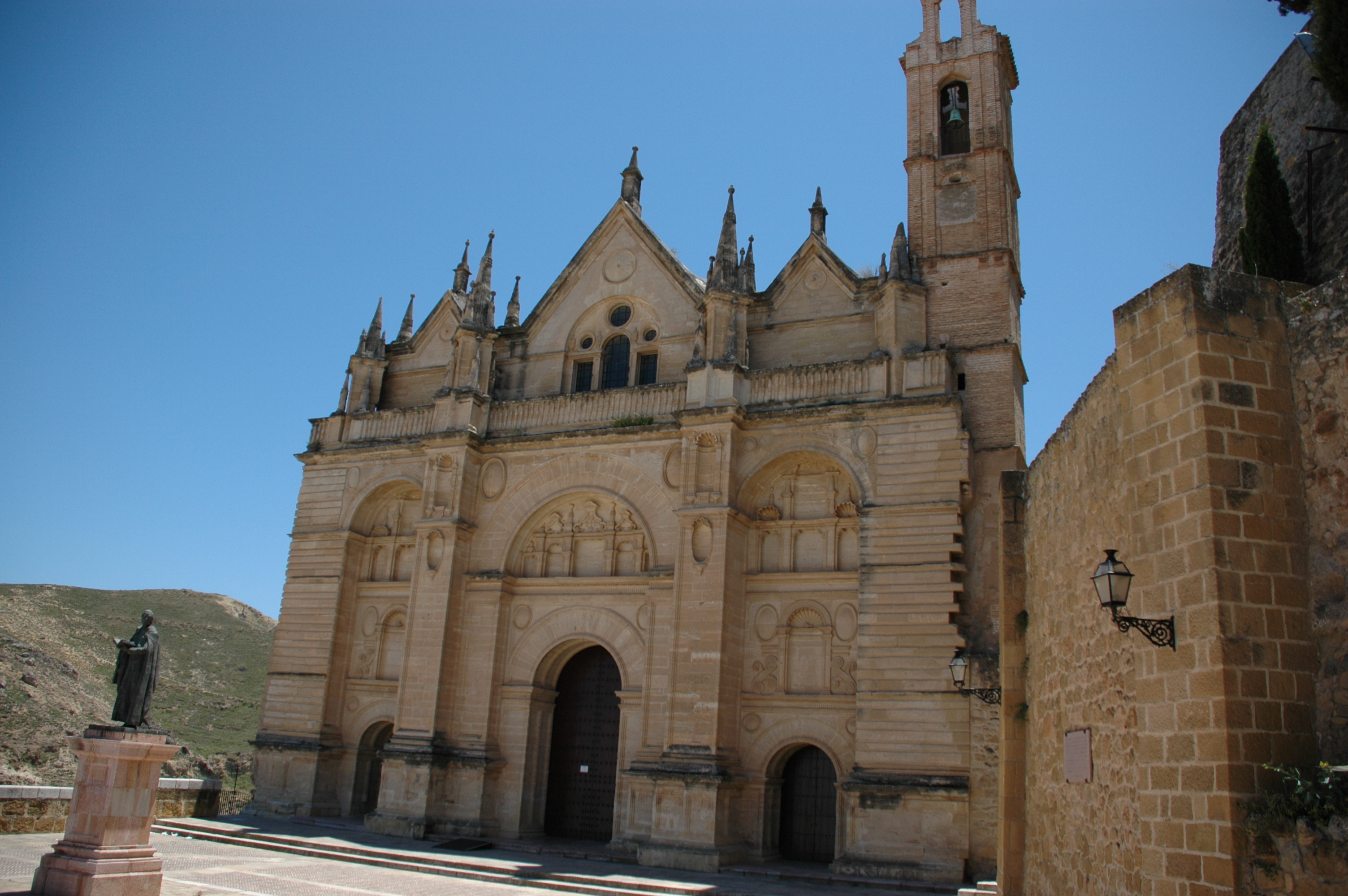
Westfassade der Kollegiatkirche und Bronzeskulptur Pedro Espinosas

Die Westfassade der Kirche hat insgesamt Renaissancecharakter, doch erinnern andere Details (Dreiportaligkeit, Strebepfeiler mit Fialen etc.) an eine gotische Kirche. Die äußeren der drei Portale sind deutlich kleiner dimensioniert als das Hauptportal, wodurch sich ein Triumphbogenschema ergibt; die Überfangbögen der Seitenportale sind hingegen höher als der mittlere. Auf Skulpturenschmuck wird gänzlich verzichtet; oberhalb der Portale findet sich eine eigentümliche Blendarchitektur bestehend aus dreibogigen Arkaden, die zu torähnlichen Bauten kombiniert sind. Ungewöhnlich ist auch die hinter einer Brüstungsmauer zurückspringende Giebelfront, die in Spanien ohne Vorbild ist. Der mittlere Giebel ist von einem dreiteiligen Fenster mit darüber befindlichen Oculi durchbrochen, welches das Mittelschiff der Kirche belichtet.

### Inneres
Das dreischiffige Innere der nicht gewölbten Kirche wird von kannelierten Säulen mit ionischen Kapitellen getragen, die dem Raum ein beinahe tempelartiges Flair verleihen. Die nördliche Seitenschiffswand ist durch Seitenkapellen mit Altären geöffnet; jede der Kapellen ist unterschiedlich gewölbt. Der flache Chorschluss wird oben durch zwei Pendentifs in ein Halbrund übergeführt, welches von dekorativen Sterngewölben überspannt wird. Die noch original erhaltenen hölzernen Dachstühle im Langhaus der Kirche mit ihren durchbrochenen Zugankern gehören zu den Meisterwerken ihrer Art.

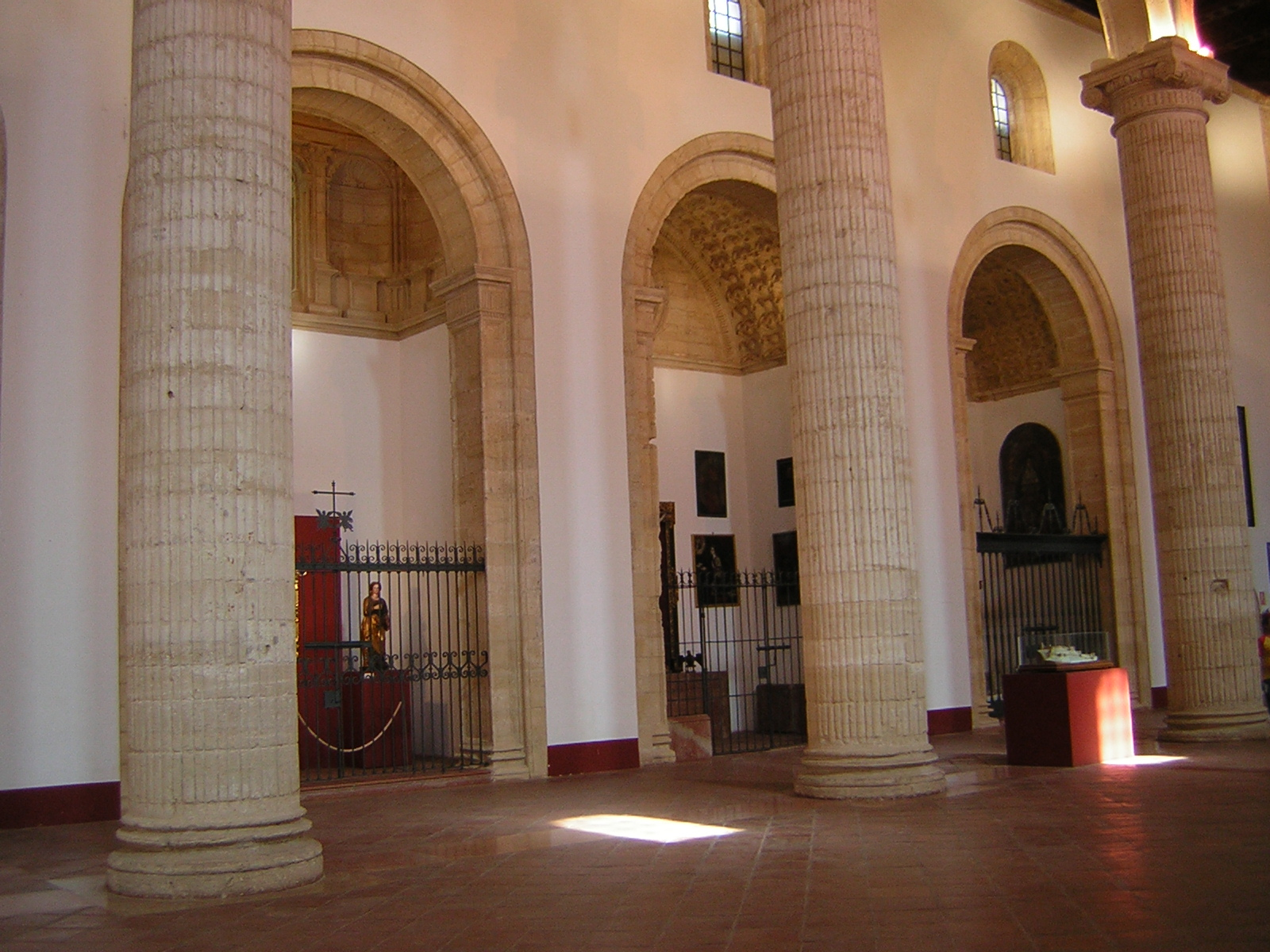
Mittelschiff mit kanelierten Säulen u. Seitenkapellen
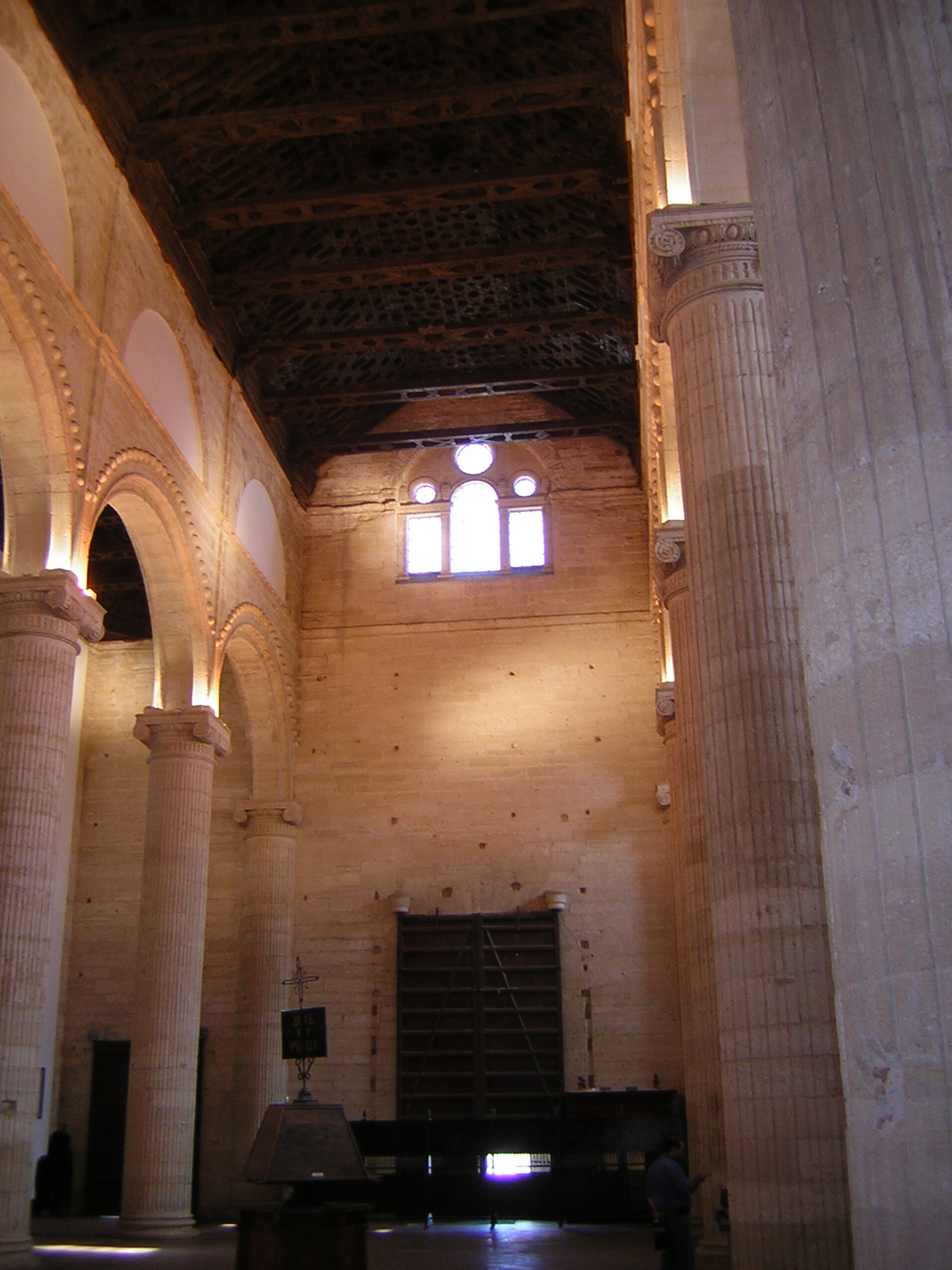
Mittelschiff Richtung Westen
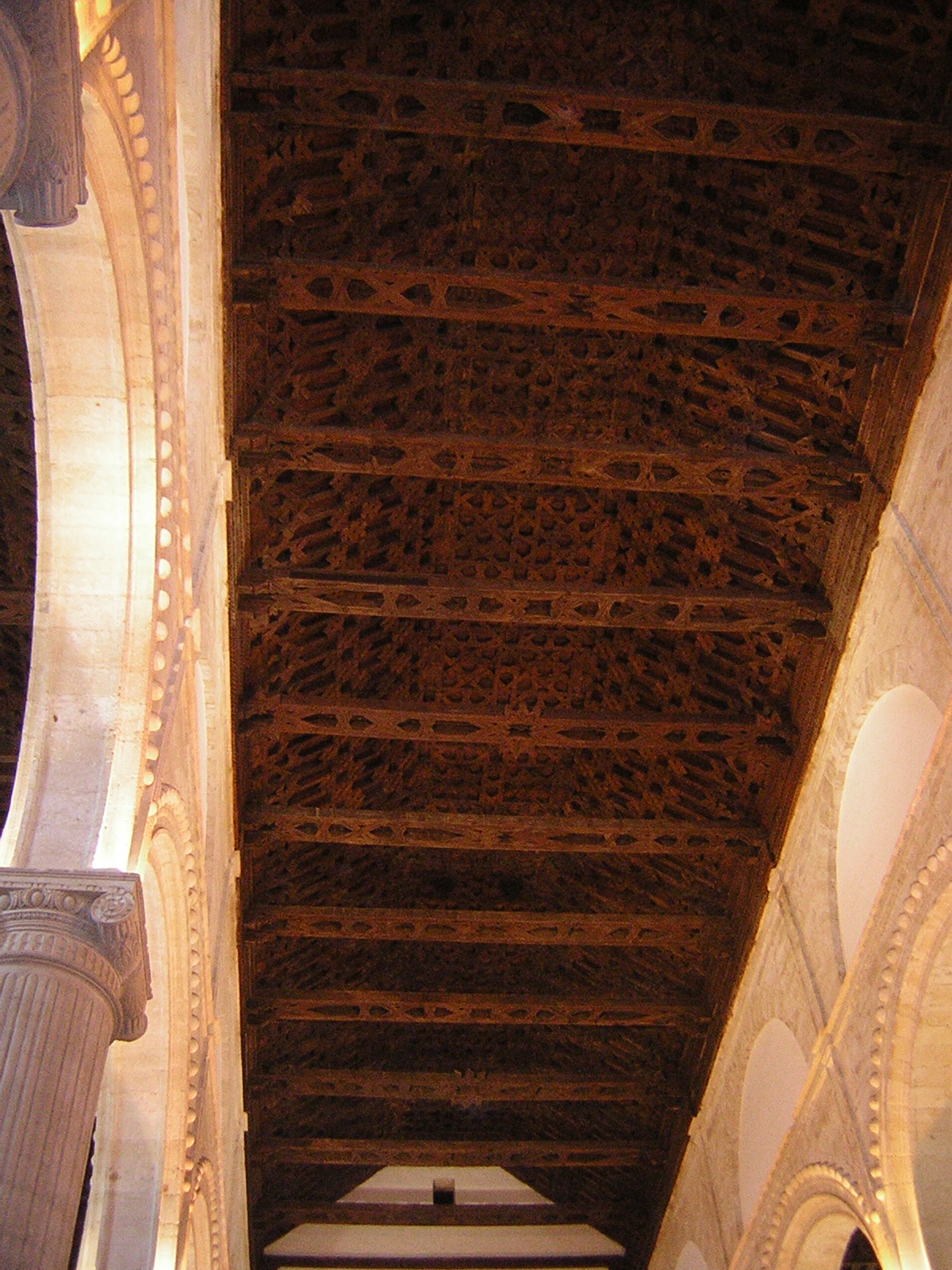
Holzdecke im Mittelschiff

### Turm
Der schlanke, von mehreren Gesimsen unterteilte Glockenturm auf der Südseite der Kirche gehört nicht zur ursprünglichen Planung – er ist eine Zutat des 17. Jahrhunderts und endet in einer Glockenstube mit einem aufsitzenden Glockengiebel, der allerdings nur als Zierde dient. 

## Sonstiges
Auf dem Platz vor der Kirche befindet sich eine Statue von Pedro Espinosa (1578–1650), einem in Antequera geborenen Dichter und Schriftsteller der spanischen Barockzeit, der etliche Jahre seines Lebens an der vom Kollegiat gegründeten 'Höheren Schule für Grammatik' (La Colegial) lehrte.